# خوان جوفر
خوان جوفر (بالإسبانية: Juan Jover Sañés) مواليد 23 نوفمبر 1903، كان سائق فورملا 1 إسباني سابق كان قد بدأ مسيرته الاحترافية سنة 1951. كان أول سباق له هو سباق الجائزة الكبرى الإسباني 1951.

## سباقات شارك فيها
- لو مان 24 ساعة